# Elisabeth Bronfen
Elisabeth Bronfen, född 23 april 1958 i München, är en tysk litteratur- och kulturkritiker. Hon är professor i engelsk litteratur vid Zürichs universitet.

## Biografi
Elisabeth Bronfen avlade år 1985 doktorsexamen vid Münchens universitet med en avhandling om Dorothy Richardsons Pilgrimage-romaner. Hon har senare bland annat forskat om intertextualitet, till exempel genom att jämföra William Shakespeares MacBeth och Beau Willimons House of Cards.
Bland Bronfens influenser återfinns Michail Bachtin, Roland Barthes, Judith Butler, Stanley Cavell, Jacques Derrida, Michel Foucault, Stephen Greenblatt, Jacques Lacan och Charles Taylor.